# Kei Nishikori
Kei Nishikori (jap. 錦織圭 Nishikori Kei; ur. 29 grudnia 1989 w Matsue, Prefektura Shimane) – japoński tenisista, reprezentant kraju w Pucharze Davisa, zagrał w 27 finałach turniejów rangi ATP Tour w grze pojedynczej, finalista US Open 2014, brązowy medalista olimpijski w grze pojedynczej z Rio de Janeiro (2016).
Nishikori karierę zawodową rozpoczął w 2007 roku. W 2011 stał się najwyżej sklasyfikowanym Japończykiem w historii, wyprzedzając Shūzō Matsuokę, który był najwyżej na 46. miejscu.

## Kariera tenisowa

### Początki
Nishikori jest praworęcznym graczem z oburęcznym bekhendem. Treningi tenisowe rozpoczął w wieku 5 lat, by jako 14-latek wyjechać do USA i doskonalić swoje umiejętności w akademii Nicka Bollettieriego na Florydzie. W 2006 roku, w parze z Argentyńczykiem Emiliano Massą, triumfował w grze podwójnej juniorów w paryskim French Open. W tym samym turnieju w grze pojedynczej osiągnął ćwierćfinał. Rok później wygrał rywalizację juniorów Luxilon Cup.

### Sezon 2007
Od 2007 roku Nishikori występuje jako tenisista zawodowy w rozgrywkach seniorskich. Na początku sezonu, wspólnie z Ayumi Moritą, reprezentował Japonię w azjatyckim Pucharze Hopmana, stanowiącym kontynentalną eliminację do nieoficjalnych mistrzostw świata w grze mieszanej. Z racji niskiego rankingu rywalizację wśród singlistów rozpoczął od turniejów rangi ITF Futures i ATP Challenger Tour, zaliczając m.in. finał ATP Challenger Tour w Carson na przełomie maja i czerwca 2007 roku. W lipcu Japończyk debiutował w cyklu ATP World Tour, po przejściu eliminacji w Los Angeles (odpadł w I rundzie z Wesleyem Moodiem), a tydzień później awansował także do turnieju głównego w Indianapolis, tym razem docierając już do ćwierćfinału (przegrał z Dmitrijem Tursunowem).
Pod koniec sierpnia wystartował w kwalifikacjach do wielkoszlemowego US Open. W I etapie eliminacji pokonał 272. w rankingu, Prakasha Amritraja. W II fazie nie sprostał Björnowi Phau, z którym przegrał 2:6, 4:6. Na początku września zakwalifikował się do turnieju China Open rozgrywanego w Pekinie, lecz w I rundzie fazy zasadniczej uległ nr 12. na świecie, Ivanowi Ljubičiciowi, a w październiku wystąpił w Tokio po otrzymaniu od organizatorów rozgrywek tzw. dzikiej karty (porażka w I rundzie).
Na koniec sezonu zajmował 286. miejsce w rankingu ATP Entry.

### Sezon 2008 – pierwszy tytuł ATP Tour
W styczniu 2008 roku, w zawodach ATP Challenger Tour w Miami, pokonał m.in. dawnego mistrza French Open Gastóna Gaudio. W lutym, klasyfikowany jako 244. tenisista świata, przeszedł z powodzeniem eliminacje do turnieju w Delray Beach, a następnie w imprezie głównej doszedł do finału, eliminując po drodze m.in. Niemca Floriana Mayera (który przy stanie 0:6, 3:4 poddał pojedynek). W finale Nishikori pokonał najwyżej rozstawionego Amerykanina Jamesa Blake’a 3:6, 6:1, 6:4, stając się tym samym pierwszym japońskim triumfatorem imprezy ATP World Tour od czasu Shūzō Matsuoki (przez pewien czas w latach juniorskich był on trenerem Nishikoriego); Matsuoka w 1992 roku wygrał turniej w Seulu, pokonując w finale Australijczyka Todda Woodbridge’a.
W kwietniu zadebiutował w reprezentacji w Pucharze Davisa, podczas rywalizacji półfinałowej w grupie Azja/Oceania przeciwko Indiom. Japończyk zagrał w dwóch singlowych meczach, najpierw z Rohanem Bopanną, z którym przegrał 6:7(2), 6:3, 4:6, 6:2, 3:6, a następnie zwycięski pojedynek z Maheshem Bhupathim. Ostatecznie Japończycy przegrali konfrontację 2:3.
Po występach reprezentacyjnych Japończyk zagrał w zawodach ATP Challenger Tour na Bermudach osiągając finał, w którym pokonał Viktora Troickiego. W maju przystąpił do kwalifikacji do wielkoszlemowego French Open (porażka w II rundzie eliminacji). Na początku czerwca doszedł do III rundy prestiżowego turnieju The Artois Championships w Londynie. Mecz, którego stawką był ćwierćfinał przegrał Rafaelem Nadalem 6:4, 3:6, 6:3. Następnie Nishikori po raz pierwszy wystąpił na Wimbledonie, lecz odpadł z turnieju w I rundzie po porażce z Marcem Gicquelem.
W połowie sierpnia wziął udział w igrzyskach olimpijskich w Pekinie (porażka z I fazie z Rainerem Schüttlerem), a pod koniec miesiąca w US Open. W I rundzie pokonał rozstawionego z nr 29. Juana Mónaco, w II etapie Roko Karanušicia, a w III rundzie nr 4. rozgrywek, Davida Ferrera. Spotkanie o ćwierćfinał przegrał z Juanem Martínem del Potro.
W październiku doszedł do III rundy imprezy w Tokio (porażka z Richardem Gasquetem), a swój ostatni turniej w sezonie rozegrał w Sztokholmie, osiągając półfinał (porażka z Robinem Söderlingiem).
Rok ukończył na 63. pozycji w klasyfikacji singlistów.

### Sezon 2009 – kontuzja łokcia
Na początku roku wystartował w turnieju w Brisbane, gdzie doszedł do ćwierćfinału. Z Australian Open odpadł w I rundzie z Jürgenem Melzerem. Na początku marca bronił barw narodowych w Pucharze Davisa (strefa Azja/Oceania) podczas pojedynku ćwierćfinałowego z Chinami. Japończyk wygrał swój mecz ze Zhang Ze, dzięki czemu przyczynił się do awansu zespołu do dalszego etapu. Pod koniec marca doznał kontuzji prawego łokcia przez co nie zagrał już do końca sezonu.
Rok 2009 zakończył na 418. miejscu.

### Sezon 2010
Po blisko rocznej przerwie spowodowanej urazem powrócił do zawodowego touru na turniej w Delray Beach, dzięki przyznaniu od organizatorów rozgrywek dzikiej karty, jednak przegrał swój mecz w I rundzie z Niemcem Benjaminem Beckerem 3:6, 6:1, 0:6.
W kwietniu wystartował w dwóch imprezach ATP Challenger Tour, w Baton Rouge i Tallahassee, przegrywając w każdym z nich w ćwierćfinałach. Na początku maja wygrał rozgrywki ATP Challenger Tour w Savannah. W pojedynku finałowym pokonał Amerykanina Ryana Sweetinga 6:4, 6:0. Kolejny tytuł w turniejach tej kategorii zdobył w Sarasocie, gdzie w drodze do finału nie stracił seta. Mecz finałowy zakończył się zwycięstwem Japończyka nad Brianem Dabulem 2:6, 6:3, 6:4. Pod koniec maja zadebiutował w wielkoszlemowym Rolandzie Garrosie, dochodząc do II rundy. W I fazie pokonał w pięciu setach Kolumbijczyka Santiago Giraldo, natomiast w II rundzie przegrał z nr 3. turnieju Novakiem Đokoviciem. Podczas Wimbledonu przegrał w meczu I rundy z późniejszym triumfatorem rozgrywek, Rafaelem Nadalem w trzech setach.
W sierpniu Japończyk wygrał swój trzeci w sezonie turniej ATP Challenger Tour, w amerykańskim Binghamton. W finale pokonał Roberta Kendricka. Pod koniec tego samego miesiąca Nishikori dotarł do III rundy wielkoszlemowego US Open. Przechodząc najpierw eliminacje wyeliminował w turnieju głównym najpierw Jewgienija Korolowa, a potem rozstawionego z nr 11. Marina Čilicia. Mecz o 1/8 finału przegrał z Albertem Montañésem. W połowie listopada Nishikori wywalczył tytuł ATP Challenger Tour w Knoxville, wygrywając w decydującym meczu z ponownie nad Robertem Kendrickiem.

### Sezon 2011

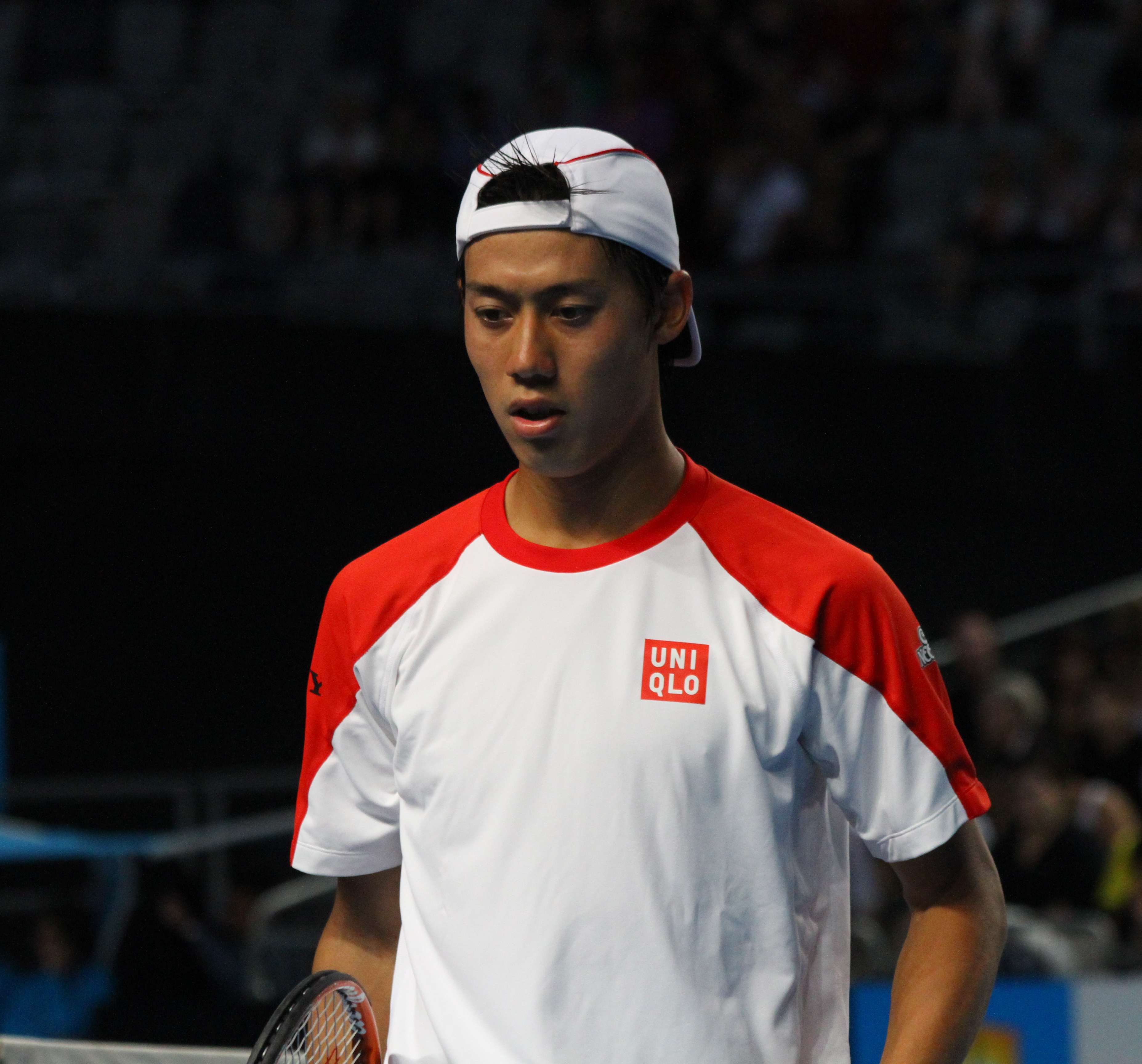
Nishikori podczas Australian Open (2011)

Rok 2011 Japończyk rozpoczął od turnieju w Ćennaju osiągając ćwierćfinał. W I rundzie pokonał dwukrotnego mistrza zawodów Marina Čiliciaa, a następnie Alejandro Fallę; przegrał z Janko Tipsareviciem. W połowie stycznia wystartował w Australian Open osiągając III rundę. W pierwszym pojedynku wyeliminował Fabio Fogniniego, a następnie Floriana Mayera. Spotkanie o IV fazę rozegrał z Fernando Verdasco. Hiszpan pokonał Nishikoriego w trzech setach 6:2, 6:4, 6:3. pod koniec lutego Japończyk wystartował w Delray Beach, awansując do półfinału. Po drodze wyeliminował m.in. Jamesa Blake’a, a przegrał z Janko Tipsareviciem.
Sezon gry na kortach ziemnych Nishikori zaczął od startu w Houston, gdzie doszedł do finału po wyeliminowaniu m.in. Mardy’ego Fisha. Spotkanie finałowe zakończyło się porażką Nishikoriego z Ryanem Sweetingiem. Pod koniec maja, podczas Rolanda Garrosa Japończyk doszedł do II rundy po wygranej z Lu Yen-hsunem. Spotkanie o dalszą fazę przegrał z Serhijem Stachowskim.
W połowie czerwca, na trawiastych kortach w Eastbourne, Japończyk osiągnął półfinał, po wcześniejszym wyeliminowaniu m.in. Radka Štěpánka. Pojedynek o finał imprezy zakończył się porażką Nishikoriego z Janko Tipsareviciem. Z Wimbledonu Japończyk odpadł w I rundzie po porażce z Lleytonem Hewittem. Również na kortach US Open Nishikori został pokonany w I rundzie, a przegrał z Flavio Cipollą.
Jesienią Nishikori osiągnął półfinał zawodów w Kuala Lumpur, pokonując po drodze m.in. Nicolása Almagro. Pojedynek o finał turnieju przegrał po raz kolejny w sezonie z Janko Tipsareviciem. Następnie japoński tenisista dotarł po raz pierwszy w karierze do półfinału turnieju kategorii ATP World Tour Masters 1000, w Szanghaju, eliminując m.in. Jo-Wilfrieda Tsongę. Spotkanie z Andym Murrayem, o awans do finału, Japończyk przegrał w dwóch setach. Na początku listopada Nishikori zagrał w Bazylei, osiągając finał po wcześniejszych wygranym m.in. z Tomášem Berdychem i liderem rankingu, Novakiem Đokoviciem. Spotkanie finałowe Japończyk przegrał z Rogerem Federerem 1:6, 3:6.
Sezon Nishikori zakończył na 25. miejscu w klasyfikacji ATP.

### Sezon 2012

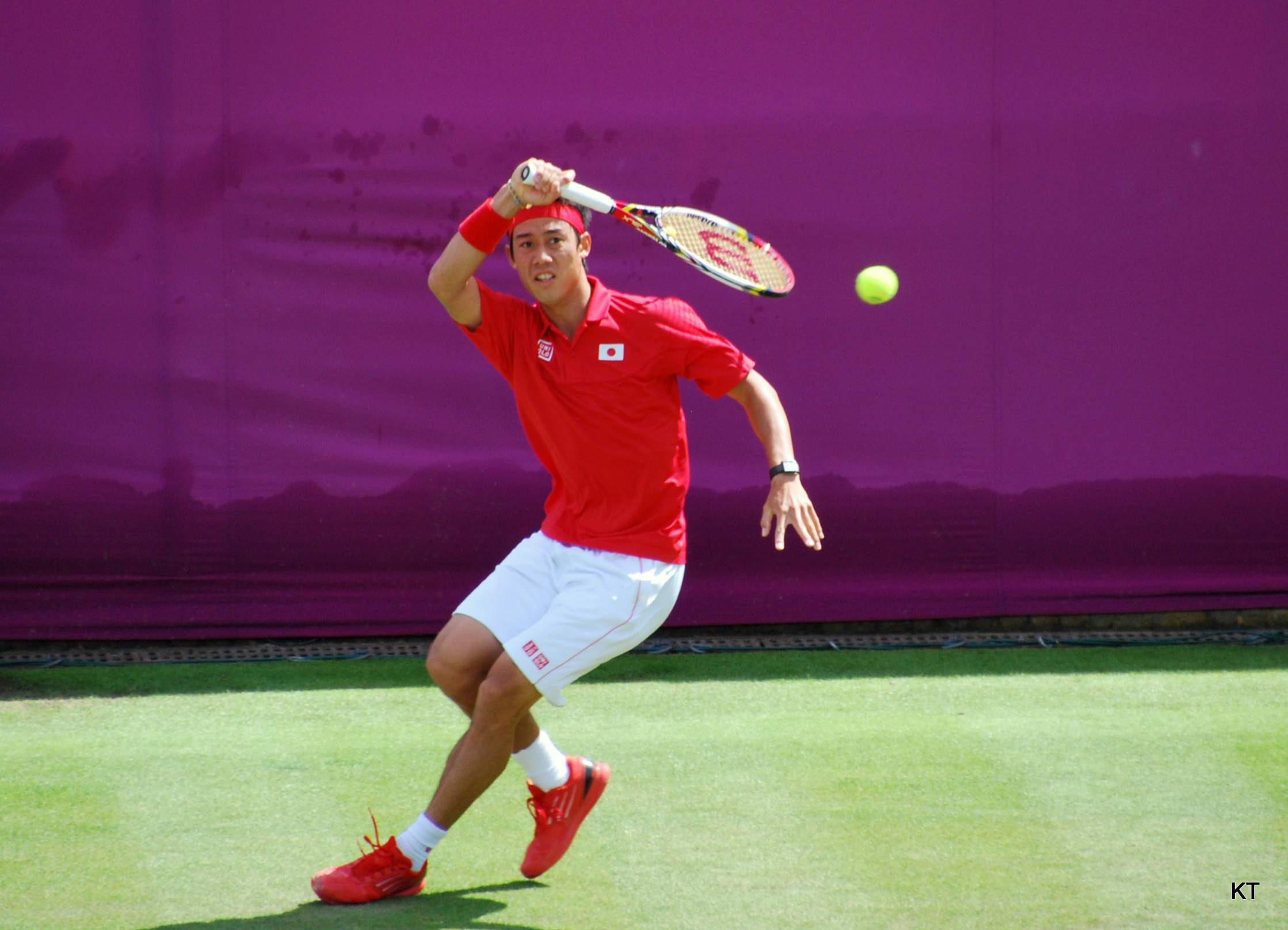
Nishikori podczas igrzysk olimpijskich w Londynie (2012)

Sezon 2012 Nishikori rozpoczął od Australian Open, gdzie osiągnął ćwierćfinał. Japończyk po drodze wyeliminował m.in. w IV rundzie Jo-Wilfrieda Tsongę, stając się pierwszym tenisistą ze swojego kraju, który w erze open doszedł do tej fazy turnieju w Australii, a także pierwszym Japończykiem od 1995 roku, który awansował do ćwierćfinału turnieju wielkoszlemowego. Dzięki występowi na kortach w Melbourne Japończyk awansował na 20. miejsce w rankingu singlistów. Start dwa tygodnie później w rozgrywkach Pucharu Davisa zaowocował kolejnym awansem rankingowym, na 17. lokatę. Pod koniec lutego Nishikori doszedł do ćwierćfinału w Buenos Aires. Japończyk wygrał po drodze m.in. z Juanem Carlosem Ferrero; przegrał ze Stanislasem Wawrinką.
Pod koniec kwietnia Nishikori doznał urazu mięśni brzucha w ćwierćfinałowym spotkaniu przeciwko Fernando Verdasco turnieju w Barcelonie. Kontuzja uniemożliwiła również Japończykowi start w Rolandzie Garrosie. Do rywalizacji powrócił na Wimbledon, osiągając III rundę, w której został pokonany przez Juana Martína del Potro. Tuż po zakończeniu turnieju w Londynie Japończyk wystartował w Newport, awansując do ćwierćfinału, gdzie nie sprostał Rajeevowi Ramowi.
US Open Series Nishikori rozpoczął od turnieju w Atlancie, dochodząc do kolejnego ćwierćfinału w sezonie. Spotkanie o dalszą rundę przegrał ze swoim rodakiem, Gō Soedą. Następnie Nishikori zagrał na igrzyskach olimpijskich w Londynie, gdzie osiągnął ćwierćfinał. W III rundzie zawodów wyeliminował Davida Ferrera, jednak w spotkaniu o dalszą rundę odpadł z późniejszym brązowym medalistą, Juanem Martínem del Potro. Na US Open Nishikori przegrał w III rundzie po porażce z Marinem Čiliciem.
Jesienią Japończyk zagrał najpierw w Kuala Lumpur, dochodząc po raz pierwszy w sezonie do półfinału. W spotkaniu o finał nie sprostał Juanowi Mónaco przegrywając po trzysetowym spotkaniu. W październiku Nishikori zwyciężył w turnieju ATP World Tour 500 w Tokio. W meczu o mistrzostwo pokonał Milosa Raonicia 7:6(5), 3:6, 6:0.
Sezon 2012 zakończył na 19. miejscu w singlowej klasyfikacji ATP.

### Sezon 2013
Sezon 2013 tenisista japoński zainaugurował od występu w Brisbane, osiągając półfinał, w którym został wyeliminowany przez Andy’ego Murraya. Podczas Australian Open Nishikori awansował do IV rundy, ponosząc porażkę z Davidem Ferrerem. Pod koniec lutego Japończyk wywalczył trzeci singlowy tytuł, a pierwszy w hali, w Memphis. W zawodach nie stracił seta, a po drodze pokonał m.in. w ćwierćfinale Marina Čilicia, a w finale 6:2, 6:3 Feliciano Lópeza.
Podczas sezonu na nawierzchni ziemnej w Europie, w maju, Nishikori awansował do ćwierćfinału rozgrywek ATP World Tour Masters 1000 w Madrycie po wyeliminowaniu m.in. w III rundzie Rogera Federera. Spotkanie o awans do dalszej rundy przegrał z Pablo Andújarem. Na Rolandzie Garrosie Japończyk awansował do IV rundy po wyeliminowaniu Jessego Levine’a, Gregi Žemlji i Benoît Paire’a. Następnie odpadł po trzech setach z Rafaelem Nadalem.
Wimbledon Japończyk zakończył na III rundzie, po pokonaniu Matthew Ebdena i Leonardo Mayera. Nishikori odpadł po porażce z Andreasem Seppim.
Z US Open tenisista japoński został wyeliminowany w I rundzie przez Daniela Evansa.
Jesienią Nishikori doszedł do ćwierćfinału w Tokio, gdzie uległ po trzysetowym pojedynku Nicolásowi Almagro.
Sezon zakończył na 17. miejscu w klasyfikacji ATP.

### Sezon 2014 – finał US Open

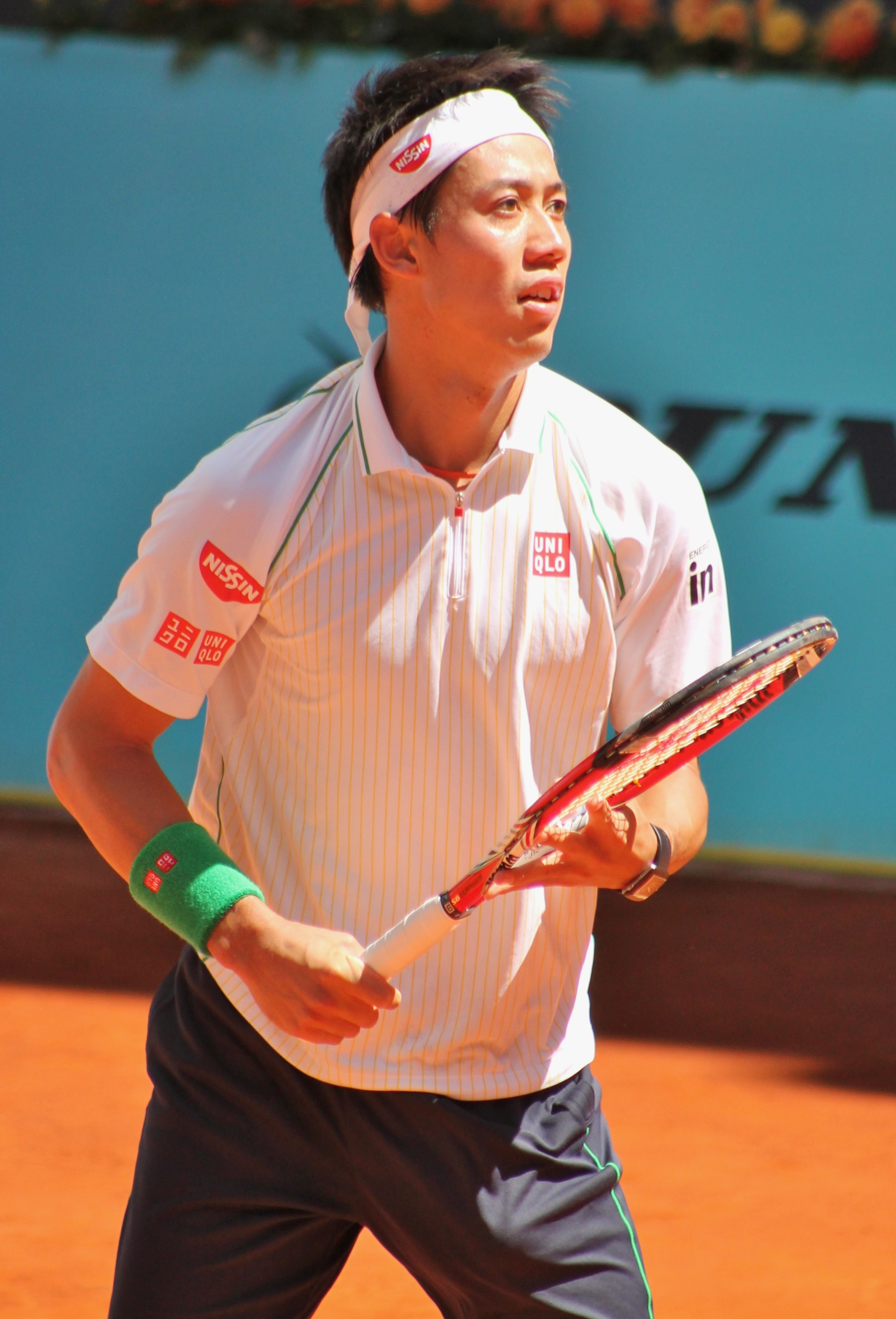
Nishikori podczas turnieju w Madrycie (2014)

Pierwszy turniej w sezonie Japończyk zagrał w Brisbane. Awansował tam do półfinału, pokonawszy m.in. w ćwierćfinale Marina Čilicia. O awans do finału zmierzył się z Lleytonem Hewittem, z którym przegrał w trzech setach. Na Australian Open tenisista japoński doszedł do IV rundy, w której przyszło mu zagrać z Rafaelem Nadalem. Rywalizacja zakończyła się porażką Nishikoriego w trzech setach.
W połowie lutego Japończyk wygrał po raz drugi z rzędu imprezę w Memphis, w finale pokonując 6:4, 7:6(0) Ivo Karlovicia.
Pod koniec kwietnia Nishikori awansował do finału zawodów ATP World Tour 500 w Barcelonie, gdzie w meczu mistrzowskim wygrał z Kolumbijczykiem Santiago Giraldo 6:2, 6:2. W maju osiągnął finał zawodów ATP World Tour Masters 1000 w Madrycie, pokonując m.in. Milosa Raonica i Davida Ferrera. W spotkaniu finałowym przeciw obrońcy tytułu Rafaelowi Nadalowi Japończyk skreczował z powodu kontuzji pleców przy stanie 6:2, 4:6, 0:3. Z turnieju Rolanda Garrosa Nishikori odpadł w I rundzie po porażce z Martinem Kližanem.
Na nawierzchni trawiastej Japończyk zagrał najpierw w Halle awansując do półfinału, w którym uległ Rogerowi Federerowi. Podczas Wimbledonu Nishikori awansował do IV rundy, w której przegrał z Milosem Raoniciem.
US Open Series Japończyk zaczął od zawodów w Waszyngtonie dochodząc do ćwierćfinału, w którym został pokonany przez Richarda Gasqueta. Potem zagrał na US Open, w którym dotarł do finału po wyeliminowaniu m.in. Stanislasa Wawrinki w ćwierćfinale i Novaka Đokovicia w półfinale. Spotkanie finałowe zakończyło się porażką Nishikoriego 3:6, 3:6, 3:6 z Marinem Čiliciem. Nishikori stał się też pierwszym tenisistą z Azji, który osiągnął finał wielkoszlemowy.
Cykl turniejów w Azji Nishikori zaczął od startu w Kuala Lumpur, gdzie odniósł końcowe zwycięstwo. Rywalem finałowym Japończyka był Julien Benneteau, którego pokonał 7:6(4), 6:4. Na początku października Nishikori został zwycięzcą turnieju w Tokio, gdzie w finale okazał się lepszy od Milosa Raonicia.
Pod koniec października Nishikori zagrał w Paryżu docierając w zawodach do półfinału po wygranych z Tommym Robredo, Jo-Wilfriedem Tsongą i Davidem Ferrerem. Rundę o udział w finale przegrał z Novakiem Đokoviciem.
Na koniec sezonu zakwalifikował się do turnieju ATP World Tour Finals rozgrywanego w Londynie. Japończyk wyszedł z grupy po zwycięstwach z Andym Murrayem i Davidem Ferrerem i porażce z Rogerem Federerem. Mecz półfinałowy z Novakiem Đokoviciem Nishikori przegrał 1:6, 6:3, 0:6.
Na koniec sezonu Japończyk zajmował 5. miejsce w klasyfikacji ATP.

### Sezon 2015
Sezon Nishikori zaczął od turnieju w Brisbane, gdzie osiągnął półfinał gry pojedynczej zakończony porażką 7:6(4), 6:7(4), 6:7(4) z Milosem Raoniciem. W deblu Japończyk doszedł do finału wspólnie z Ołeksandrem Dołhopołowem, z którym przegrał 3:6, 6:7(4) z Jamiem Murrayem i Johnem Peersem. Na Australian Open Japończyk osiągnął ćwierćfinał, przegrywając w nim ze Stanem Wawrinką 3:6, 4:6, 6:7(6).
Pierwszy turniej w tym sezonie wygrał w Memphis. W trzecim z rzędu finale pokonał Kevina Andersona 6:4, 6:4. Dwa tygodnie później dotarł do finału w Acapulco, wygrywając m.in. w półfinale z Andersonem. W meczu mistrzowskim najwyżej rozstawiony Japończyk nie sprostał Davidowi Ferrerowi, ulegając 3:6, 5:7. W Indian Wells Nishikori przegrał w IV rundzie z Felicianem Lópezem, zaś z Miami odpadł po ćwierćfinałowym pojedynku z Johnem Isnerem, straciwszy w poprzednich meczach łącznie dziesięć gemów.
Na kortach ceglanych w Barcelonie, broniąc mistrzostwa z sezonu 2014, awansował do kolejnego finału, w którym pokonał Pabla Andújara 6:4, 6:4. Po tym triumfie Japończyk zagrał w Madrycie, gdzie dotarł do półfinału, eliminując m.in. w ćwierćfinale Davida Ferrera. Pojedynek o udział w finale przegrał z Andym Murrayem. W Rzymie Nishikori osiągnął ćwierćfinał, w którym uległ Novakowi Đokoviciowi. Ten sam wynik uzyskał podczas French Open, ponosząc porażkę z Jo-Wilfriedem Tsongą.

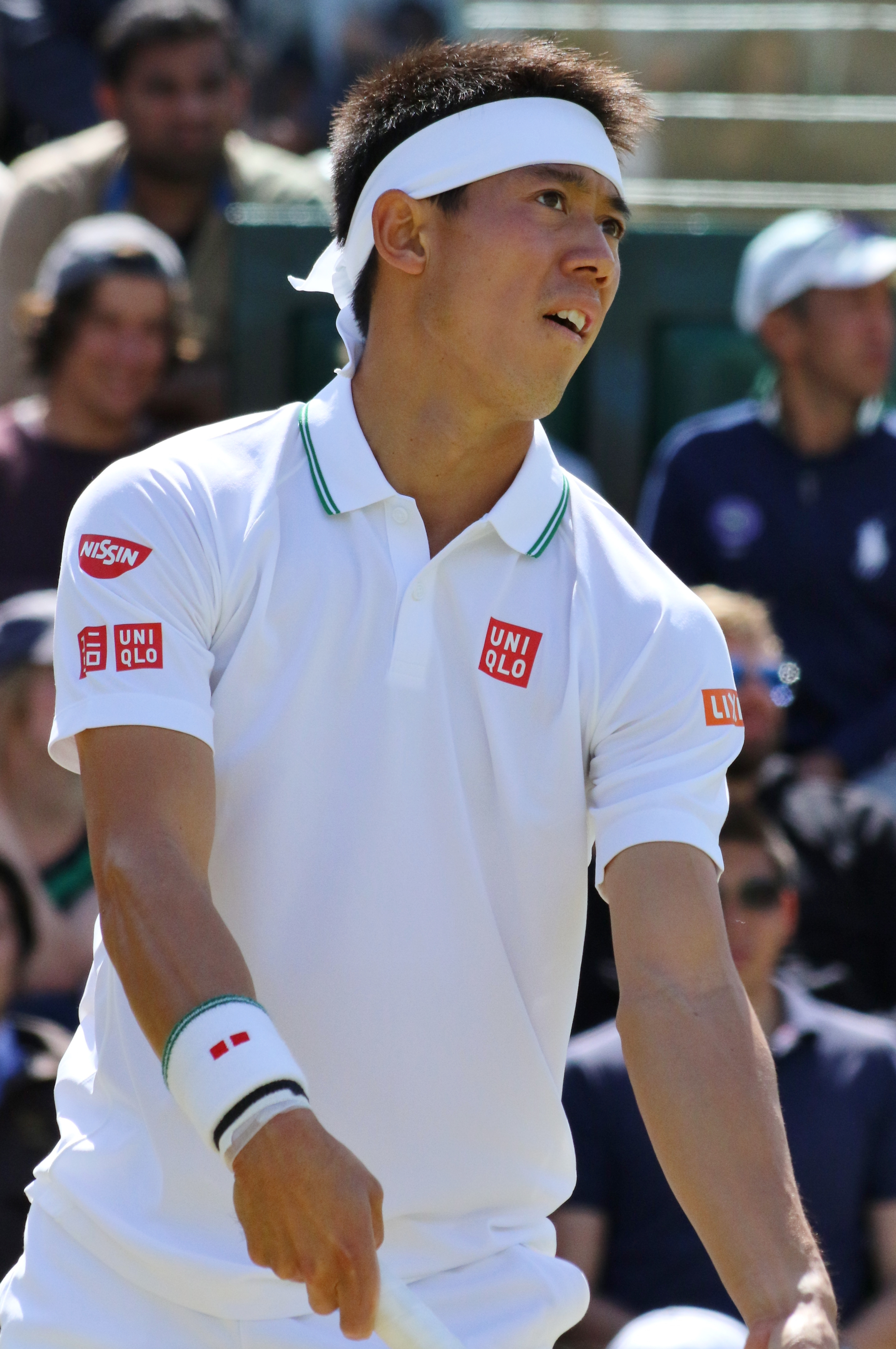
Nishikori podczas turnieju Wimbledonu (2016)

Podczas rywalizacji na kortach trawiastych Nishikori zmagał się z problemami zdrowotnymi. W Halle, w półfinałowym spotkaniu z Andreasem Seppim skreczował w pierwszym secie przez kontuzję łydki. Na Wimbledonie wygrał rywalizację 1 rundy z Simonem Bolellim, lecz pojedynek z Santiagiem Giraldem poddał walkowerem przez ciągłe problemy z łydką.
US Open Series Japończyk zaczął od startu w Waszyngtonie, odnosząc 10 triumf rangi ATP World Tour. W finale pokonał 4:6, 6:4, 6:4 Johna Isnera. Następnie wystąpił w turnieju cyklu ATP World Tour Masters 1000 w Montrealu, gdzie przegrał w półfinale Andym Murrayem 3:6, 0:6, wcześniej eliminując m.in. Rafaela Nadala. Z zawodów rozgrywanych w Cincinnati Japończyk się wycofał. Podczas wielkoszlemowego US Open odpadł już w I rundzie po porażce z Benoît Paire’em 4:6, 6:3, 6:4, 6:7(6), 4:6.
Podczas rywalizacji na kortach w Azji Nishikori wziął udział w turnieju w Tokio, gdzie w półfinale ponownie przegrał z Benoît Paire’em 6:1, 4:6, 2:6. W turnieju rangi ATP World Tour Masters 1000 w Szanghaju dotarł do III rundy, ulegając w niej Kevinowi Andersonowi 6:7(10), 6:7(3). Tę samą rundę osiągnął w ostatnim w sezonie turnieju tej kategorii w Paryżu, przegrywając z Richardem Gasquetem po kreczu przy stanie 6:7(3), 1:4.
W kończącym sezon turnieju ATP World Tour Finals w Londynie Japończyk w fazie grupowej pokonał Tomáša Berdycha oraz przegrał z Novakiem Đokoviciem i Rogerem Federerem, nie awansując do półfinału.

### Sezon 2016
W 2016 roku Nishikori wygrał 1 turniej singlowy, w lutym w Memphis, po finale z Taylorem Fritzem. Był uczestnikiem finałów ATP World Tour Masters 1000 w Miami i Toronto, które przegrywał z Novakiem Đokoviciem. W Barcelonie został w finale pokonany przez Rafaela Nadala, a w Bazylei uległ Marinowi Čiliciowi.
W turniejach wielkoszlemowych najlepszy wynik osiągnął na US Open, gdzie stoczył zwycięski pięciosetowy mecz z Andym Murrayem w ćwierćfinale. W następnej rundzie poniósł porażkę ze Stanislasem Wawrinką. Podczas Australian Open doszedł do ćwierćfinału odpadając z Novakiem Đokoviciem. Turnieje French Open i Wimbledon kończył w 4 rundach.
Na koniec sezonu zagrał Japończyk w ATP World Tour Finals odnosząc w sumie 1 zwycięstwo w pojedynkach grupowych. Z 2. miejsca zakwalifikował się do półfinału, w którym przegrał z Đokoviciem.
W sierpniu Nishikori zdobył brązowy medal igrzysk olimpijskich w Rio de Janeiro. W półfinale nie sprostał Juanowi Martínowi del Potro, natomiast w meczu o brązowy medal pokonał Rafaela Nadala.
Na koniec roku zajmował 5. pozycję z zestawieniu ATP. W całym sezonie 2016 Nishikori zagrał 79 meczów odnosząc 58 zwycięstw, w tym 15 w Wielkim Szlemie.

### Sezon 2017

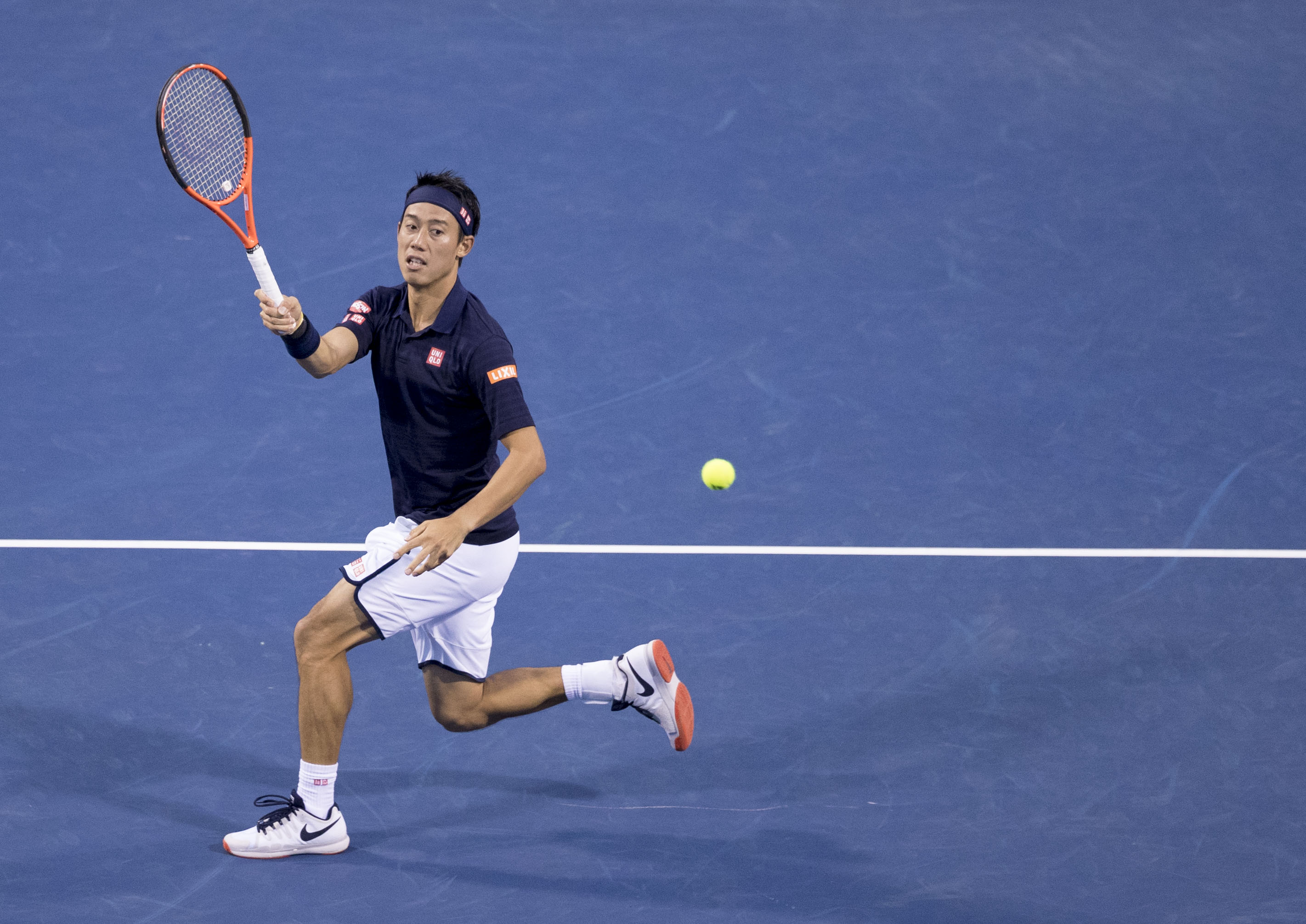
Nishikori w Waszyngtonie (2017)

Sezon 2017 Nishikori zakończył w sierpniu doznając kontuzji prawego nadgarstka. Do zdarzenia doszło podczas treningu w Cincinnati, a o zakończeniu startów w 2017 poinformował menedżer tenisisty. Z problemem prawego nadgarstka Japończyk zmagał się również w maju podczas turnieju w Madrycie, oddając walkowerem ćwierćfinałowy pojedynek Novakowi Đokoviciowi.
Nishikori został finalistą dwóch turniejów, w Brisbane na początku roku i w Buenos Aires w lutym. Mecze finałowe przegrywał odpowiednio z Grigorem Dimitrowem i Ołeksandrem Dołhopołowem. Był również w półfinałach w Genewie i Waszyngtonie. W ćwierćfinałowym meczu w Genewie obronił 3 piłki meczowe przeciwko Kevinowi Andersonowi i również 3 meczbole wybronił w ćwierćfinałowej rywalizacji w stolicy USA z Tommym Paulem.
Tenisista japoński startując w zawodach Wielkiego Szlema najdalej doszedł do ćwierćfinału we French Open, odpadając z liderem rankingu ATP Andym Murrayem. Na Australian Open przegrał w 4 rundzie pięciosetowy mecz z Rogerem Federerem, a podczas Wimbledonu został wyeliminowany w 3 rundzie przez Roberto Bautistę-Aguta.
W rozgrywkach ATP World Tour Masters 1000 został ćwierćfinalistą imprez w Indian Wells, Miami i Madrycie. Przegrał w 3 rundzie w Rzymie i w 2 rundzie w Montrealu. W Montrealu podczas meczu z Gaëlem Monfilsem nie wykorzystał 4 piłki meczowe.
W całym sezonie 2017 odniósł 30 zwycięstw doznając 13 porażek.

### Sezon 2018
Przedłużająca się kontuzja nadgarstka wyeliminowała ze startów Japończyka w styczniu, w tym z Australian Open. W lutym zaczął już regularnie startować i doszedł do półfinału w Nowym Jorku.
W kwietniu Nishikori osiągnął pierwszy w karierze finał kategorii ATP World Tour Masters 1000 na podłożu ziemnym, w Monte Carlo. W ćwierćfinale pokonał w trzech setach Marina Čilicia (nr 3. ATP), a następnie Alexandra Zvereva (nr 5. ATP). Decydujący o tytule mecz przegrał z Rafaelem Nadalem. Tenisista z Japonii awansował także do ćwierćfinału w Rzymie, po wygranej m.in. w drugiej rundzie z Grigorem Dimitrowem (nr 4. ATP). Na French Open odpadł w czwartej rundzie, wyeliminowany przez Dominika Thiema.
Na nawierzchni trawiastej Nishikori uzyskał pierwszy w karierze ćwierćfinał Wimbledonu, dzięki m.in. wygranej z Nickiem Kyrgiosem w trzeciej rundzie. Rywalizację o półfinał przegrał z Novakiem Đokoviciem. Ostatni w sezonie wielkoszlemowy turniej, US Open Japończyk zakończył na półfinale, eliminując wcześniej m.in. w ćwierćfinale, po pięciosetowym meczu, Marina Čilicia. Następnie poniósł kolejną w sezonie porażkę z Novakiem Đokoviciem.
W październiku Nishikori awansował do finałów w Tokio i Wiedniu, decydujące mecze kończąc przegranymi z Daniiłem Miedwiediewem i Kevinem Andersonem. Bilans Japończyka w finałach od turnieju w Miami (2016) do zawodów w Wiedniu wyniósł 0–9.
W listopadzie Nishikori zakwalifikował się po raz czwarty do ATP Finals, jednak odpadł po meczach grupowych. Odniósł zwycięstwo nad Rogerem Federerem i uległ Kevinowi Andersonowi i Dominicowi Thiemowi.
Łącznie w całym roku zagrał 63 pojedynki, 43 kończąc jako wygrany, a w rankingu kończącym sezon uplasował się na 9. miejscu.

### Sezon 2019 – ponowna kontuzja łokcia
W roku 2019 Nishikori osiągnął ćwierćfinały Australian Open, French Open i Wimbledonu, natomiast na US Open odpadł w trzeciej rundzie. Porażka w Nowym Jorku z Alexem de Minaurem zakończyła serię Japończyka pięciu kolejnych wielkoszlemowych ćwierćfinałów. W trzeciej rundzie Wimbledonu pokonał Steve’a Johnsona odnosząc 400 zwycięstwo w karierze.
Na początku roku tenisista japoński wygrał zawody w Brisbane, w finale eliminując 6:4, 3:6, 6:2 wicelidera rankingu Daniiła Miedwiediewa. Nishikori był ponadto w półfinałach w Rotterdamie i Barcelonie.
Od French Open zaczął odczuwać dyskomfort w prawym łokciu. Po US Open Nishikori miał nie grać przez miesiąc, lecz ból w łokciu nasilił się i 22 października przeszedł zabieg, po którym wycofał się z pozostałych turniejów w sezonie.
Rok 2019 zakończył w klasyfikacji ATP na 13. pozycji.

### Finały w turniejach ATP Tour
| Legenda                                      |
| -------------------------------------------- |
| Wielki Szlem                                 |
| Igrzyska olimpijskie                         |
| Tennis Masters Cup / ATP Finals              |
| ATP Masters Series / ATP Tour Masters 1000   |
| ATP International Series Gold / ATP Tour 500 |
| ATP International Series / ATP Tour 250      |

#### Gra pojedyncza (12–14)
| Końcowy wynik | Nr  | Data                 | Turniej            | Nawierzchnia  | Przeciwnik           | Wynik finału        |
| ------------- | --- | -------------------- | ------------------ | ------------- | -------------------- | ------------------- |
| Zwycięzca     | 1.  | 17 lutego 2008       | Delray Beach       | Twarda        | James Blake          | 3:6, 6:1, 6:4       |
| Finalista     | 1.  | 10 kwietnia 2011     | Houston            | Ceglana       | Ryan Sweeting        | 4:6, 6:7(3)         |
| Finalista     | 2.  | 6 listopada 2011     | Bazylea            | Twarda (hala) | Roger Federer        | 1:6, 3:6            |
| Zwycięzca     | 2.  | 7 października 2012  | Tokio              | Twarda        | Milos Raonic         | 7:6(5), 3:6, 6:0    |
| Zwycięzca     | 3.  | 7 lutego 2013        | Memphis            | Twarda (hala) | Feliciano López      | 6:2, 6:3            |
| Zwycięzca     | 4.  | 16 lutego 2014       | Memphis            | Twarda (hala) | Ivo Karlović         | 6:4, 7:6(0)         |
| Zwycięzca     | 5.  | 27 kwietnia 2014     | Barcelona          | Ceglana       | Santiago Giraldo     | 6:2, 6:2            |
| Finalista     | 3.  | 11 maja 2014         | Madryt             | Ceglana       | Rafael Nadal         | 6:2, 4:6, 0:3 krecz |
| Finalista     | 4.  | 8 września 2014      | US Open, Nowy Jork | Twarda        | Marin Čilić          | 3:6, 3:6, 3:6       |
| Zwycięzca     | 6.  | 28 września 2014     | Kuala Lumpur       | Twarda (hala) | Julien Benneteau     | 7:6(4), 6:4         |
| Zwycięzca     | 7.  | 5 października 2014  | Tokio              | Twarda        | Milos Raonic         | 7:6(5), 4:6, 6:4    |
| Zwycięzca     | 8.  | 15 lutego 2015       | Memphis            | Twarda (hala) | Kevin Anderson       | 6:4, 6:4            |
| Finalista     | 5.  | 28 lutego 2015       | Acapulco           | Twarda        | David Ferrer         | 3:6, 5:7            |
| Zwycięzca     | 9.  | 26 kwietnia 2015     | Barcelona          | Ceglana       | Pablo Andújar        | 6:4, 6:4            |
| Zwycięzca     | 10. | 9 sierpnia 2015      | Waszyngton         | Twarda        | John Isner           | 4:6, 6:4, 6:4       |
| Zwycięzca     | 11. | 14 lutego 2016       | Memphis            | Twarda (hala) | Taylor Fritz         | 6:4, 6:4            |
| Finalista     | 6.  | 3 kwietnia 2016      | Miami              | Twarda        | Novak Đoković        | 3:6, 3:6            |
| Finalista     | 7.  | 24 kwietnia 2016     | Barcelona          | Ceglana       | Rafael Nadal         | 4:6, 5:7            |
| Finalista     | 8.  | 31 lipca 2016        | Toronto            | Twarda        | Novak Đoković        | 3:6, 5:7            |
| Finalista     | 9.  | 30 października 2016 | Bazylea            | Twarda (hala) | Marin Čilić          | 1:6, 6:7(5)         |
| Finalista     | 10. | 8 stycznia 2017      | Brisbane           | Twarda        | Grigor Dimitrow      | 2:6, 6:2, 3:6       |
| Finalista     | 11. | 19 lutego 2017       | Buenos Aires       | Ceglana       | Ołeksandr Dołhopołow | 6:7(4), 4:6         |
| Finalista     | 12. | 22 kwietnia 2018     | Monte Carlo        | Ceglana       | Rafael Nadal         | 3:6, 2:6            |
| Finalista     | 13. | 7 października 2018  | Tokio              | Twarda        | Daniił Miedwiediew   | 2:6, 4:6            |
| Finalista     | 14. | 28 października 2018 | Wiedeń             | Twarda (hala) | Kevin Anderson       | 3:6, 6:7(3)         |
| Zwycięzca     | 12. | 6 stycznia 2019      | Brisbane           | Twarda        | Daniił Miedwiediew   | 6:4, 3:6, 6:2       |

#### Gra podwójna (0–1)
| Końcowy wynik | Nr | Data             | Turniej  | Nawierzchnia | Partner              | Przeciwnicy             | Wynik finału |
| ------------- | -- | ---------------- | -------- | ------------ | -------------------- | ----------------------- | ------------ |
| Finalista     | 1. | 11 stycznia 2015 | Brisbane | Twarda       | Ołeksandr Dołhopołow | Jamie Murray John Peers | 3:6, 6:7(4)  |

### Starty wielkoszlemowe (gra pojedyncza)
| Turniej          | 2007 | 2008  | 2009  | 2010  | 2011  | 2012  | 2013  | 2014  | 2015  | 2016  | 2017  | 2018  | 2019  | 2020  | 2021  | 2022  | 2023  | Wygrane turnieje | Bilans w turnieju |
| ---------------- | ---- | ----- | ----- | ----- | ----- | ----- | ----- | ----- | ----- | ----- | ----- | ----- | ----- | ----- | ----- | ----- | ----- | ---------------- | ----------------- |
| Australian Open  | –    | –     | 1R    | –     | 3R    | QF    | 4R    | 4R    | QF    | QF    | 4R    | –     | QF    | –     | 1R    | –     | –     | 0 / 10           | 27–10             |
| French Open      | –    | –     | –     | 2R    | 2R    | –     | 4R    | 1R    | QF    | 4R    | QF    | 4R    | QF    | 2R    | 4R    | –     | –     | 0 / 11           | 26–11             |
| Wimbledon        | –    | 1R    | –     | 1R    | 1R    | 3R    | 3R    | 4R    | 2R    | 4R    | 3R    | QF    | QF    | NH    | 2R    | –     | –     | 0 / 12           | 22–11             |
| US Open          | –    | 4R    | –     | 3R    | 1R    | 3R    | 1R    | F     | 1R    | SF    | –     | SF    | 3R    | –     | 3R    | –     | –     | 0 / 11           | 27–11             |
| Wygrane turnieje | –    | 0 / 2 | 0 / 1 | 0 / 3 | 0 / 4 | 0 / 3 | 0 / 4 | 0 / 4 | 0 / 4 | 0 / 4 | 0 / 3 | 0 / 3 | 0 / 4 | 0 / 1 | 0 / 4 | 0 / 0 | 0 / 0 | 0 / 44           | N/A               |
| Bilans spotkań   | –    | 3–2   | 0–1   | 3–3   | 3–4   | 8–3   | 8–4   | 12–4  | 8–3   | 15–4  | 9–3   | 12–3  | 14–4  | 1–1   | 6–4   | 0–0   | 0–0   | N/A              | 102–43            |